# Фоли (Минесота)
Фоли (енгл. Foley) град је у америчкој савезној држави Минесота.

## Демографија
По попису из 2010. године број становника је 2.603, што је 449 (20,8%) становника више него 2000. године.
| Група             | 2000.         | 2010.         |
| Белци             | 2.088 (96,9%) | 2.525 (97,0%) |
| Афроамериканци    | 29 (1,3%)     | 20 (0,8%)     |
| Азијати           | 10 (0,5%)     | 3 (0,1%)      |
| Хиспаноамериканци | 10 (0,5%)     | 21 (0,8%)     |
| Укупно            | 2.154         | 2.603         |